# 설 (하나라)
설(泄)은 하나라의 10대 군주이다. 망의 아들이다. 죽서기년에 의하면 21년간 재위에 있었다.